# Ъксбридж
Вижте пояснителната страница за други значения на Ъксбридж.
Ъ̀ксбридж (на английски: Uxbridge) е университетски град Англия. Намира се в графство Голям Лондон. Предградие (град-сателит) в западната част на Лондон, отстоящ на около 24 km от централната част на града. Получава статут на град през 1885 г. Има жп гара. Населението му е около 62 000 души към 2001 г.